# Norra Svensken
Norra Svensken är en sjö i Hällefors kommun i Västmanland och ingår i Göta älvs huvudavrinningsområde. Sjön är 25 meter djup, har en yta på 0,318 kvadratkilometer och befinner sig 206,9 meter över havet. Vid provfiske har abborre, lake, mört och siklöja fångats i sjön.

## Delavrinningsområde
Norra Svensken ingår i det delavrinningsområde (664416-142934) som SMHI kallar för Mynnar i Sikforsåns vattendragsyta. Medelhöjden är 273 meter över havet och ytan är 86,26 kvadratkilometer. Räknas de 3 avrinningsområdena uppströms in blir den ackumulerade arean 118,14 kvadratkilometer. Sävälven som avvattnar avrinningsområdet har biflödesordning 4, vilket innebär att vattnet flödar genom totalt 4 vattendrag innan det når havet efter 372 kilometer. Avrinningsområdet består mestadels av skog (75 procent) och sankmarker (12 procent). Avrinningsområdet har 3,66 kvadratkilometer vattenytor vilket ger det en sjöprocent på 4,2 procent.